# Beris vallata
Beris vallata är en tvåvingeart som först beskrevs av Johann Reinhold Forster 1771.  Beris vallata ingår i släktet Beris och familjen vapenflugor. Enligt den svenska rödlistan är arten nära hotad i Sverige. Arten förekommer i Götaland och Öland. Artens livsmiljö är våtmarker, sjöar och vattendrag. Inga underarter finns listade i Catalogue of Life.